# Pedro Messía de la Cerda

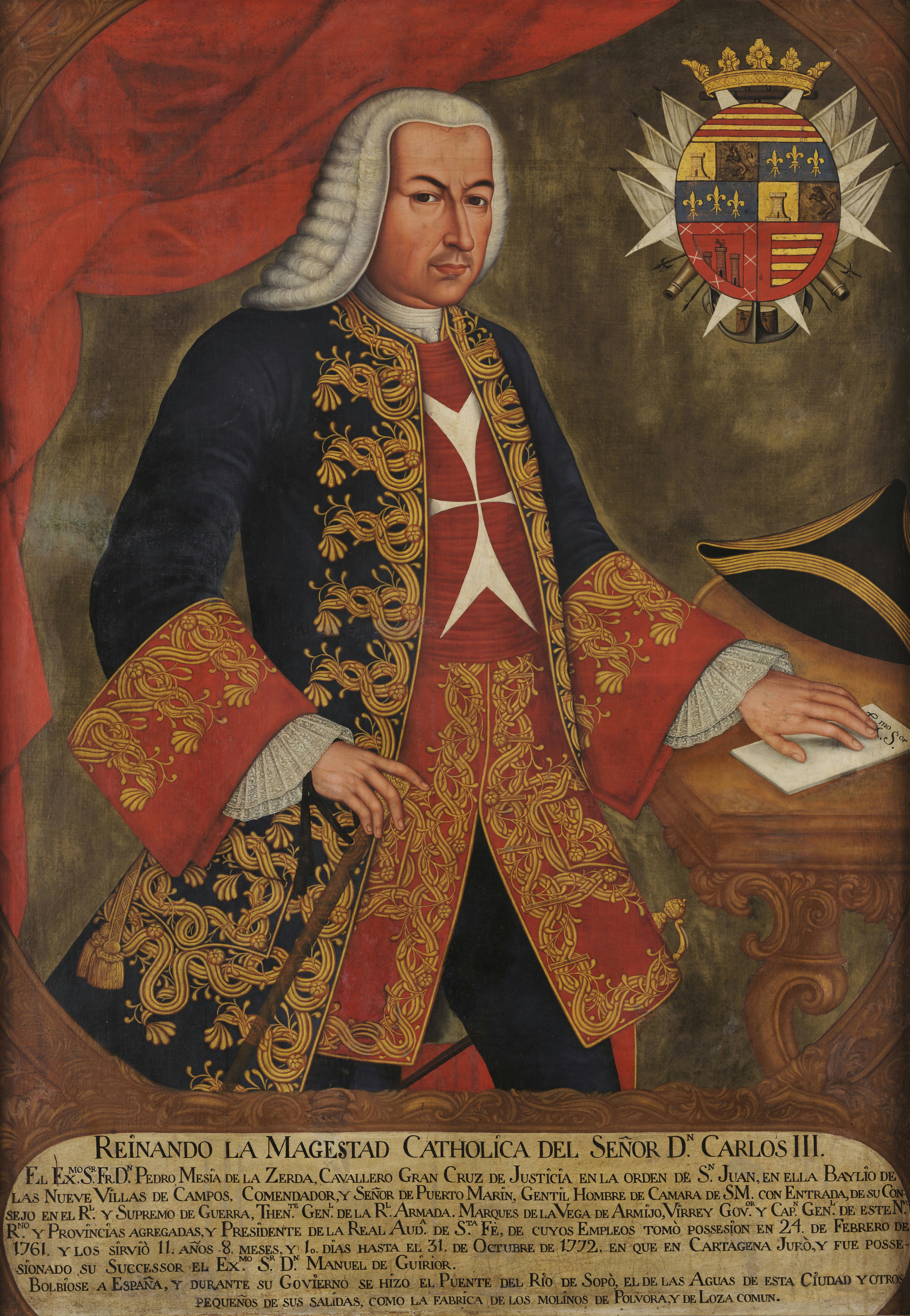
Joaquín Gutiérrez: Pedro Messía de la Cerda, nach 1769, Museum für Kolonialkunst (Bogotá)

Pedro Messía de la Cerda, 5º Marqués de la Vega de Armijo, Markgraf (spanisch: marqués) von la Vega de Armijo (* 16. Februar 1700 in Córdoba; † 1783 in Madrid) war ein spanischer Offizier und Kolonialverwalter, der als Vizekönig von Neugranada amtierte.

## Leben
Messía de la Cerda entstammte einer Adelsfamilie und schlug eine militärische Karriere ein. 1717 begann er seinen Militärdienst in Cádiz. Er nahm an der spanischen Eroberung von Sardinien 1718 teil und kämpfte bei der (Wieder-)Eroberung Siziliens für die Spanier. Dabei wurde er verwundet und geriet kurzzeitig in Kriegsgefangenschaft.
Von 1719 an kämpfte er auf See vorwiegend gegen die britische Marine. 1726 wurde er zum Leutnant befördert. 1732 nahm er am Feldzug in Algerien teil. 1735 ernannte man ihn zum Fregattenkapitän, mit dem Auftrag die Atlantikroute bei den Azoren zu sichern.

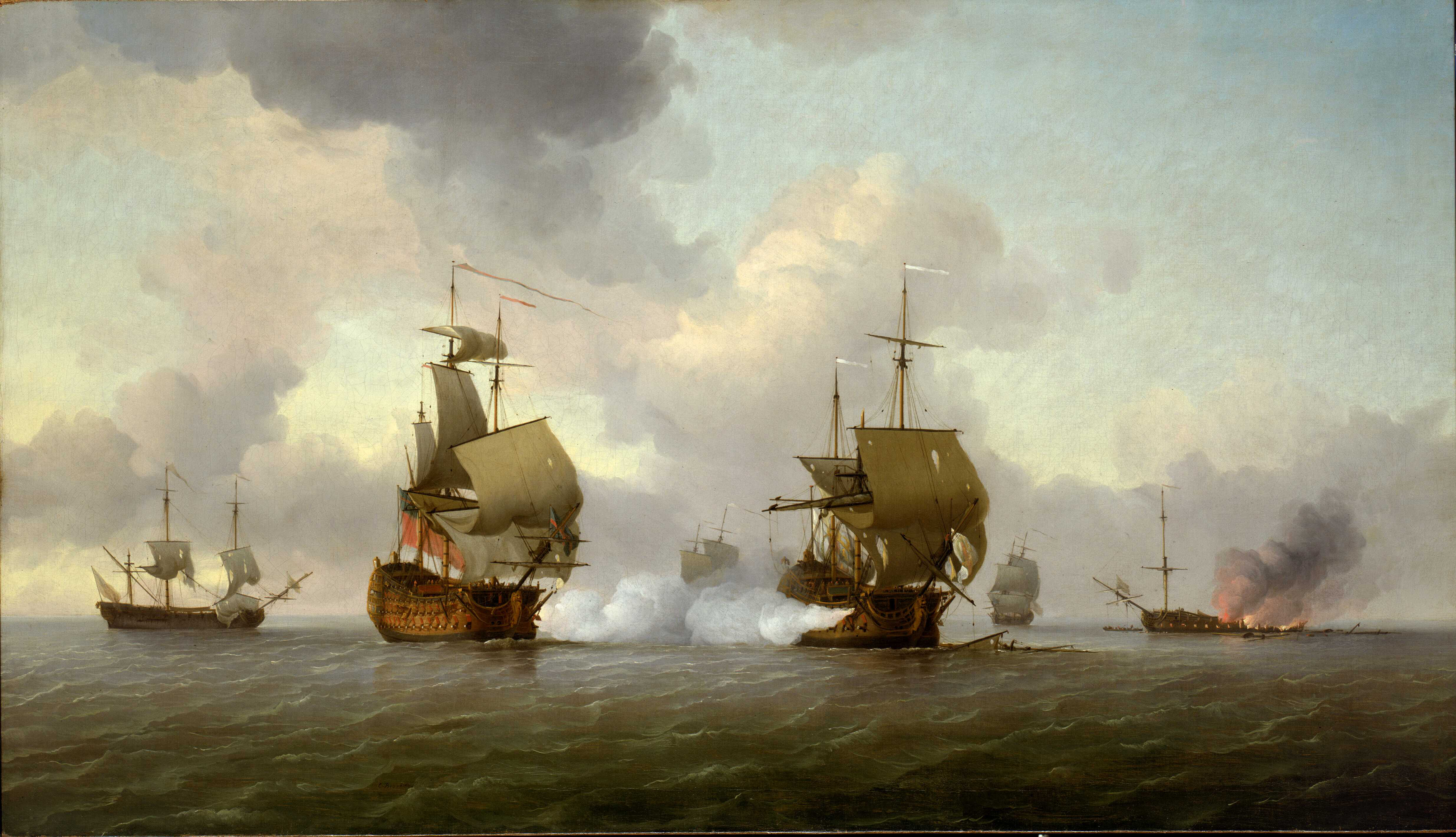
Kaperung der Glorioso durch die britische Marine

1747 kommandierte er das 70-Kanonen-Linienschiff Glorioso und hatte eine Fracht von vier Millionen Silberdollars von Amerika nach Europa zu bringen. Auf Höhe der Azoren griffen die Briten, die im österreichischen Erbfolgekrieg gegen die Spanier im Krieg lagen, mit mehreren Schiffen und Fregatten die Glorioso am 25. Juli 1747 an; doch Messía gelang es zu entkommen. Ein zweiter Angriff auf Höhe von Kap Finisterre konnte zurückgeschlagen werden, und Messía schaffte es, seine Ladung am 16. August 1747 sicher in Corcubión zu löschen. Auf der Fahrt von dort nach Cádiz griffen die Briten ein drittes Mal an, bei Kap St. Vincent. Unter enormen Verlusten gelang es ihnen, die Glorioso manövrierunfähig zu schießen: Messía und seine Männer mussten sich ergeben.
In Spanien wurden sie dennoch als Helden gefeiert. Messía stieg zum Flottenbefehlshaber auf und wurde zum Kammerherrn des Königs ernannt.
Ab 1750 befehligte er die Marineeinheiten, die vor Südamerika und in der Karibik die Piraterie und das Schmugglerwesen eindämmen sollten. 1753 machte er Aufenthalt in Cartagena und traf dort auf den gerade aus Europa eingetroffenen Vizekönig von Neugranada, José Solís Folch de Cardona, den er später im Amte beerben sollte.
1755 kehrte er aber zunächst nach Spanien zurück und übernahm an Bord der Tigre den Oberbefehl über die Mittelmeerflotte. 1757 wurde er zum Generalleutnant befördert und in den Obersten Kriegsrat berufen.
Im März 1760 ernannte ihn König Karl III. zum Vizekönig von Neugranada, Messía schiffte sich nach Südamerika ein und erreichte Cartagena im Oktober. Im Februar 1761 hielt er seinen feierlichen Einzug in Santa Fé de Bogotá.
Bereits im September 1761 begab er sich wieder nach Cartagena, weil die Briten den Hafen von Havanna auf Kuba blockierten. 1763 kehrte er nach Bogotá zurück.
Von großer Bedeutung war für ihn die Missionierung der Indianer, wenn auch mit geringem Erfolg; immer sahen sich die Spanier veranlasst, Revolten und Aufstände niederzuschlagen. Um die desolaten Staatsfinanzen zu sanieren, erhob er eine Steuer auf Tabak nach dem Vorbild der Branntweinsteuer, die seine Vorgänger eingeführt hatten. Zur Verbesserung der Staatseinnahmen unternahm er einige Maßnahmen, um den Goldabbau voranzutreiben. Das Postwesen unterwarf er einem staatlichen Monopol. In seiner Amtszeit wurde eine Salpeterfabrik in Tunja sowie eine Schießpulverfabrikation in Bogotá.
Er förderte die Bildung und richtete die ersten höheren Schulen für Mädchen in Südamerika ein. Als König Karl III. befahl, den Jesuitenorden aus allen spanischen Kolonien zu vertreiben, hatte Messía, der selbst den Jesuiten sehr zugeneigt war, diesen Befehl für Neugranada umzusetzen. Es gelang Messía die Bücher aus den Jesuitenkollegien zu sammeln; sie bildeten den Grundstock der ersten öffentlichen Bibliothek in Neugranada.
Als er die Siebzig überschritten hatte, bat er um seine Ablösung. 1771 entsprach der Hof seinem Wunsche und sandte Manuel de Guirior als Nachfolger. Messía verließ Bogotá im September 1772 in Richtung Cartagena, übergab dort die Amtsgeschäfte und segelte zurück nach Spanien. Dort starb er 1783 in Madrid.